# Moskva (flod)
Moskva (russisk: Москва, tr. Moskva) er en flod der flyder gennem oblasterne Moskva og Smolensk i Rusland. Den er 502 km lang. Dens afvandingsareal er 17.600 km². Den fryser til i november-december og begynder at tø i slutningen af marts. De vigtigste bifloder er Ruza (145 km), Istra (113 km), Jauza (48 km), Pakhra (135 km), Setun (38 km) og Severka (98 km). Gennem Moskvakanalen har floden forbindelse med Volga.
Byen Moskva ligger ved flodens bred og er navngivet efter denne. Oprindelsen af navnet er ukendt. En teori foreslår at navnet stammer fra gammelt finsk og betyder "mørk" og ["turbid"]. Alternativt kan navnet også stamme fra Komi, og betyde "ko-floden" eller fra Mordovisk og betyde "bjørne-floden".(ru wiki)
Floden flyder ligeledes gennem byerne Zvenigorod, Voskresensk, Kolomna, Zhukovsky, Bronnitsy og Mozhaysk.